# Киншасская митрополия
Киншасская митрополия (до 2015 года — Центральноафрика́нская митропо́лия, греч. Ιερά Μητρόπολη Κεντρώας Αφρικής) — епархия Александрийской Православной Церкви на западе Демократической Республики Конго.

## История
Центральноафриканская митрополия была учреждена 28 ноября 1958 года с кафедрой в городе Киншаса на территории Бельгийского Конго, Бурунди, Руанды. Её территория была выделена из обширной Йоханнесбургской митрополии.
В 1997 году территория Республики Конго передана в состав Центральноафриканской митрополии.
1 ноября 2006 года провинция Катанга на юго-востоке ДР Конго отошла к новообразованной Колвезской епархии.
6 октября 2009 года из состава Центральноафриканской епархии была выделена самостоятельная Бурундийская епархия в пределах Бурунди и Руанды.
7 октября 2010 года территория Республики Конго и Габона отошла к новоучреждённой Браззавильской и Габонской епархии.
24 ноября 2015 года переименована в Киншасскую митрополию.
26 ноября 2018 года из её состава была учреждена Канангская митрополия, а также Кисанганская и Гомская епархии.

## Епископы
- 7 декабря 1958 — 28 февраля 1973 — Киприан (Пападопулос)
- 15 июня 1974 — 26 ноября 1976 — Никодим (Галиацатос)
- 26 ноября 1976 — 1 марта 2003 — Тимофей (Кондомеркос)
- 16 марта 2003 — 4 марта 2010 — Игнатий (Манделидис)
- 24 октября 2010 — 27 июля 2021 — Никифор (Константину)
- c 12 января 2022 года — Феодосий (Цицивос)